# Catopyrops bora
Catopyrops bora är en fjärilsart som beskrevs av John Nevill Eliot 1956. Catopyrops bora ingår i släktet Catopyrops och familjen juvelvingar. Inga underarter finns listade i Catalogue of Life.